# 비살생

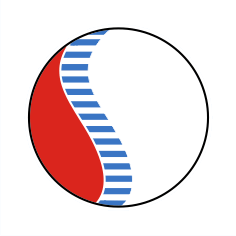

비살생(nonkilling)은 사람을 죽이거나 죽이려고 위협하는 행위 그리고 사람을 죽이기 쉬운 조건 등이 없는 상태이다. 학계에서는 이 용어를 주로 인간을 죽이는 행위와 관련하여 사용하지만, 때로는 동물이나 다른 생명체를 죽이는 행위와 관련하여 쓰기도 한다. 이는 불교 신도들이 지켜야 할 오계 (五戒) 가운데 첫 번째 가르침에 나오는 ‘불살생 (不殺生)’ 이란 용어나 세계적 성전 (聖傳) 또는 영적 전통에 나오는 비슷한 용어들의 쓰임새와 마찬가지다. 더욱 중요하게는 ‘비살생’이란 용어가 최근엔 제8차 노벨평화상 수상자 세계수뇌회의에서 공인한 “폭력 없는 세계를 위한 헌장”에 사용되기도 했다.

## 같이 보기
- 비폭력주의
- 마하트마 간디
- 마틴 루서 킹
- 사티아그라하
- 자와할랄 네루